# Línguas chádicas orientais
As línguas chádicas orientais incluem 34 línguas e dialetos (estimativa do SIL) falados na África e Ásia Ocidental. Faz parte das línguas chádicas.